# İstanbul Voleybol Kulübü
 (mai 2021).
La mise en forme du texte ne suit pas les recommandations de Wikipédia : il faut le « wikifier ».
Les points d'amélioration suivants sont les cas les plus fréquents :
- Les titres sont pré-formatés par le logiciel. Ils ne sont ni en capitales, ni en gras.
- Le texte ne doit pas être écrit en capitales (les noms de famille non plus), ni en gras, ni en italique, ni en « petit »…
- Le gras n'est utilisé que pour surligner le titre de l'article dans l'introduction, une seule fois.
- L'italique est rarement utilisé : mots en langue étrangère, titres d'œuvres, noms de bateaux, etc.
- Les citations ne sont pas en italique mais en corps de texte normal. Elles sont entourées par des guillemets français : « et ».
- Les listes à puces sont à éviter, des paragraphes rédigés étant largement préférés. Les tableaux sont à réserver à la présentation de données structurées (résultats, etc.).
- Les appels de note de bas de page (petits chiffres en exposant, introduits par l'outil «  Source ») sont à placer entre la fin de phrase et le point final[comme ça].
- Les liens internes (vers d'autres articles de Wikipédia) sont à choisir avec parcimonie. Créez des liens vers des articles approfondissant le sujet. Les termes génériques sans rapport avec le sujet sont à éviter, ainsi que les répétitions de liens vers un même terme.
- Les liens externes sont à placer uniquement dans une section « Liens externes », à la fin de l'article. Ces liens sont à choisir avec parcimonie suivant les règles définies. Si un lien sert de source à l'article, son insertion dans le texte est à faire par les notes de bas de page.
- La présentation des références doit suivre les conventions bibliographiques. Il est recommandé d'utiliser les modèles {{Ouvrage}}, {{Chapitre}}, {{Article}}, {{Lien web}} et/ou {{Bibliographie}}. Le mode d'édition visuel peut mettre en forme automatiquement les références.
- Insérer une infobox (cadre d'informations à droite) n'est pas obligatoire pour parachever la mise en page.

Pour une aide détaillée, merci de consulter Aide:Wikification.
Si vous pensez que ces points ont été résolus, vous pouvez retirer ce bandeau et améliorer la mise en forme d'un autre article.
 (mai 2021).
Istanbul Volleyball Club (turc: Istanbul Voleybol Kulübü) (Brève: İVK) est un club de sport créé en 2010 dans le quartier Üsküdar d'Istanbul. Il joue ses matchs à la salle des sports TVF 50e Deniz Esinduy, qui a une capacité de 1 288 personnes. Sa branche principale est le volleyball, et elle n'opère que dans la branche tir à l'arc. Nüket Yolaç est le président du club, qui a les couleurs rouge-blanc-noir.

## Équipe masculine de volleyball
L'équipe a participé à la Ligue masculine senior d'Istanbul entre 2010 et 2015.
L'équipe, qui participe à la Ligue régionale depuis la saison 2015-2016, a participé à la finale pour la promotion de la 2ème Ligue turque en tant que Champion de la Ligue régionale d'Istanbul lors des saisons 2016-2017 et 2018-2019.
Lors de la finale organisée à Yalova lors de la saison 2016-2017, Bursa a terminé le tournoi à la deuxième place après Gemlik.
Au cours de la saison 2018-2019, il a perdu contre Yeniköyspor en finale à Kocaeli et a terminé la finale à la deuxième place.
Au cours de la saison 2019-2020, après la malheureuse défaite lors du premier match du groupe d'Istanbul, Istanbul a remporté les quatre autres matches sans set, et la saison s'est terminée à la deuxième place.
L'équipe de volley-ball masculin d'Istanbul Volleyball Club participera à la ligue régionale au cours de la saison 2020-2021.

## Équipes de volleyball de plage
La Ligue des clubs de beach-volley, organisée par la Fédération turque de volley-ball en 2009 et suspendue en 2015, a recommencé à s'organiser en 2017, et le club de volley-ball d'Istanbul a formé une équipe de beach-volley et a concouru chez les hommes et les femmes.
La TVF Beach Volleyball League, qui a été formée pour la première fois en Turquie et dans le monde avec la participation de seuls clubs et qui est la plus grande ligue de clubs de beach-volley au monde, a participé à 130 équipes, 67 pour les hommes et 63 pour les femmes. en 2017.

### Équipe féminine
Au cours de la saison 2017, la région de Marmara est devenue la 3ème et s'est qualifiée pour participer à la finale qui se tiendra à Sinop.
L'équipe féminine de volleyball de plage İVK a battu Beşiktaş avec un résultat 2-1 dans les deux compétitions de la ligue, ce qui leur a permis d'obtenir un billet final devant leur solide adversaire,.
Lors de la finale de la Beach Volleyball Club League qui s'est tenue à Sinop entre le 30 juin et le 02 juillet 2017, l'équipe qui n'a pas pris les deux premières places du groupe a terminé le tournoi comme neuvième en Turquie.
Au cours de la saison 2018, il a remporté tous les matchs qu'il a disputés dans le groupe d'Istanbul sans set et est devenu le champion invaincu.
Lors de la finale qui s'est tenue à Sinop Kumkapı Beach les 20 et 22 juillet 2018, l'équipe a battu la municipalité d'İbradı 2-0 au premier tour et Keçioren Belediyesi Bağlumspor 2-0 au deuxième tour, Samsun 15 juillet l'équipe 2-0 au troisième tour et Antalya Youth au quatrième tour de l'équipe féminine de volleyball de plage İVK, qui a battu son équipe 2-1 et perdu contre Antalya Şimşekspor au cinquième tour, a terminé le tournoi comme le 5e en Turquie,.
Après la tenue de la Ligue des clubs de beach-volley en 2018, elle n'a plus été organisée par TVF.

### Équipe masculine
L'équipe masculine de volleyball de plage İVK, située dans la région de Marmara lors de la saison 2017, a terminé 5e de la ligue et n'a pas réussi à se qualifier pour la finale.
L'équipe masculine de volleyball de plage İVK a participé à la finale en 2018.
Lors de la finale qui s'est tenue à Sinop Kumkapı Beach les 20 et 22 juillet 2018, l'équipe est passée alors que le premier tour était ensemencé le premier jour. Au deuxième tour, Vakıflar a été battu 2-1 avec des sets de 13-21, 21-12, 13-15 et laissé au groupe vaincu avec la défaite malheureuse.
Au deuxième jour du tournoi, l'équipe a battu Beşiktaş 2-1 avec les sets de 21-19, 20-22, 15-12 dans le premier match du groupe des perdants et au quatrième tour, l'équipe Samsun du 15 juillet a battu le tournoi avec les sets 21-11 et 21-10 2-0. Matché avec AP Sportif qui a terminé en tant que champion. L'équipe masculine de volleyball de plage de İVK a perdu le match contre l'AP Sportif avec 16-21 et 18-21 sets et a terminé le tournoi comme 5e en Turquie,
Après la tenue de la Ligue des clubs de beach-volley en 2018, elle n'a plus été organisée par TVF.

## Responsabilité sociale
Istanbul Volleyball Club est un club actif dans le domaine de la responsabilité sociale et des activités sportives. Le club assure toujours le soutien matériel aux écoles villageoises  et la responsabilité sociale dans d'autres domaines.

### Chaque ensemble est un projet de responsabilité sociale de Sapling
Chaque ensemble est un projet de responsabilité sociale Sapling Certificat de don fait à la fin de la saison 2020-2021
Elle a mis en œuvre son nouveau projet de responsabilité sociale le 5 juin 2021, Journée mondiale de l'environnement.
Dans le cadre du projet, un jeune arbre sera offert pour chaque set remporté lors des matchs officiels joués par les équipes de volley-ball du club. De plus, les jeunes arbres seront donnés comme détaillé dans les tournois qui se tiendront au niveau provincial et turc.
Chaque ensemble est un projet Sapling débutera lors des matchs de la Ligue régionale de la saison 2020-2021 et se poursuivra lors de la saison 2021-2022. Sur le site officiel du club, les détails du projet et la situation dans laquelle les plants seront donnés sont annoncés, et il y a un compteur sur la page d'accueil du nombre de plants qui seront donnés dès le premier match.
Au cours de la saison 2020-2021, le club a fait don de 16 jeunes arbres à planter par l'intermédiaire de l'OGEM, la Fondation de la Direction générale des forêts, après 16 sets remportés en 6 matches disputés en phase de poule et finale de Ligue régionale.

### Projet d'appui matériel au projet de responsabilité sociale des écoles villageoises
Le projet de responsabilité sociale initié par le club en 2014 a atteint la neuvième école du village en 2021. Après la pandémie de 2021, avec le début de l'éducation en présentiel des écoles du village, le projet de responsabilité sociale d'Appui matériel aux écoles villageoises a fourni l'aide de 2021 à l'école primaire du village Eyyübiye Bulduk, à 45 km de Şanlıurfa.
| ÉCOLES SUPPORTÉES PAR LE MATÉRIEL |            |             |                                              |
| AN                                | PROVICE    | QUARTIER    | NOM DE L'ÉCOLE                               |
| 2014                              | Şırnak     | Cizre       | Cizre École secondaire des sciences          |
| 2015                              | Van        | Gevaş       | Yunus Emre École intermédiaire               |
| 2016                              | Şırnak     | Beytüşşebap | Aşağıdere École intermédiaire                |
| 2017                              | Bingöl     | Solhan      | Internat régional                            |
| 2019                              | Batman     | Kozluk      | Fille École intermédiaire                    |
| 2019                              | Diyarbakır | Ergani      | Makam Dağı Lycée                             |
| 2020                              | Muş        |             | Village de Bağlar Bağlar École intermédiaire |
| 2020                              | Muş        |             | Selahaddin Eyyubi Lycée                      |
| 2021                              | Şanlıurfa  | Eyyubiye    | Bulduk École primaire                        |

### Autres projets de responsabilité sociale
Hormis le soutien matériel aux écoles du village, le club n'a subi aucune catastrophe naturelle, aucun accident, etc. Il vient au premier plan avec l'aide qu'il fournit dans les événements sociaux.
Après la catastrophe minière à Soma en 2014, l'équipe de volleyball du club a fait son premier match officiel avec un maillot NOIR avec #SOMA écrit dessus.
En 2020, le club a fourni une assistance aux enfants de Siirt qui ont construit un terrain de volley-ball avec leurs pneus de voiture achetés à la station-service ,,, la pandémie a été intensément prise en charge par le personnel de santé pendant les quarts de nuit. Don d'arbres pour les forêts endommagées par le feu de forêt à Hatay ,Il a continué avec son aide dans les tremblements de terre à Izmir  et à Elazig.